# Кутайсовы
Кутайсовы — графский род, происходящий от грузинского мальчика из города Кутаиси, взятого в плен русскими войсками и отданного в услужение к наследнику престола Павлу Петровичу под именем Ивана Кутайсова. Сам мальчик был из рода царских дворян Тариелашвили под именем Иване Тариелашвили. После вступления на престол Павел I сделал своего любимого камердинера сначала бароном, а потом и графом (в 1799 г.). Есть предположение что сам Иване Тариелашвили, получил фамилию в честь родного города — (Кутаиса). Род Кутайсовых был внесён в V часть родословной книги Тамбовской губернии. 
По фамильной легенде, при освобождении города Кутаиси, офицеры генерала Тотлебена отбили от турок три пленных грузина которых взяли с собой, из них выжил только царский дворянин Иване Тариелашвили. Tурки пленным сделали обрезание поэтому и восприняли Ивана турком, от него и происходит род Кутайсовых.

## Персоналии
- Кутайсов, Иван Павлович (1759—1834) — фаворит Павла I, могущественный царедворец, устроитель усадьбы Рождествено-Кутайсово 
∞ Анна Петровна Резвая (176?—1848)
  - Кутайсов, Александр Иванович (1784—1812) — генерал-майор, герой Бородинского сражения
  - Кутайсов, Павел Иванович (1780—1840) — обер-гофмейстер, руководитель Общества поощрения художеств
    - Кутайсов, Иван Павлович (1803—1868) — наследник предприятий своего тестя Д. Д. Шепелева
    - Кутайсов, Ипполит Павлович (1806—1851) — отставной штабс-ротмистр 9-го Киевского гусарского полка
      - Кутайсов, Павел Ипполитович (1837—1911) — генерал от инфантерии, иркутский генерал-губернатор
        - Кутайсов, Константин Павлович (1876—1918) — полковник, герой Первой мировой войны
        - Кутайсов, Александр Павлович (1869—1927) — волынский губернатор

## Галерея
- Граф И.П.Кутайсов.
- Граф Кутайсов Константин Павлович, русский офицер, герой Первой мировой войны.
- Граф Кутайсов Павел Ипполитович
- Граф Кутайсов Александр Иванович
- Граф Кутайсов Павел Иванович, камергер, почетный командор Мальтийского ордена.

## Описание герба
Щит, разделенный на четыре части, посередине имеет золотой овальный щиток, в котором находится чёрный двуглавый Орел коронованный с изображением на груди в голубом поле имени Государя Императора ПАВЛА I. В первой части, в золотом поле виден до половины выходящий чёрный одноглавый Орел с распростёртыми крыльями. Во второй, в голубом поле серебряная шестиугольная Звезда. В третьей части, в голубом же поле серебряный Полумесяц, рогами вниз обращенный. В четвёртой, в золотом поле чёрный Крест трилистной фигуры.
Щит покрыт Графскою Короною с тремя на оной поставленными серебряными Шлемами, из коих
средний увенчан Графскою Короною, над которой изображены два черных орлиных Крыла и горящее серебряное Сердце; два же крайние Шлема увенчаны с правой стороны Баронскою, а с левой дворянскою Коронами со Страусовыми перьями. Намет на щите голубой, подложенный золотом. Щит держат: с правой стороны Воин, одетый в серебряные Латы с перевязью малинового цвета, имеющий в правой руке Знамя ордена Святого Иоанна Иерусалимского, а с левой белый Конь. Внизу щита надпись: «Живу одним и для одного». Герб рода графа Кутайсова внесен в Часть 4 Общего гербовника дворянских родов Всероссийской империи, стр. 14.